# Alfred Stahr

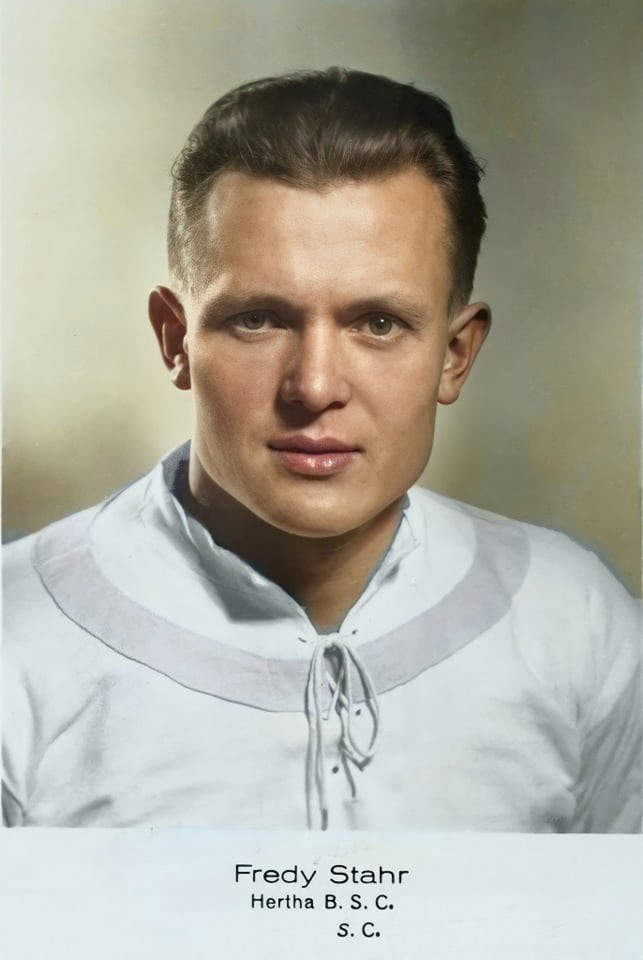
ALFRED STAHR

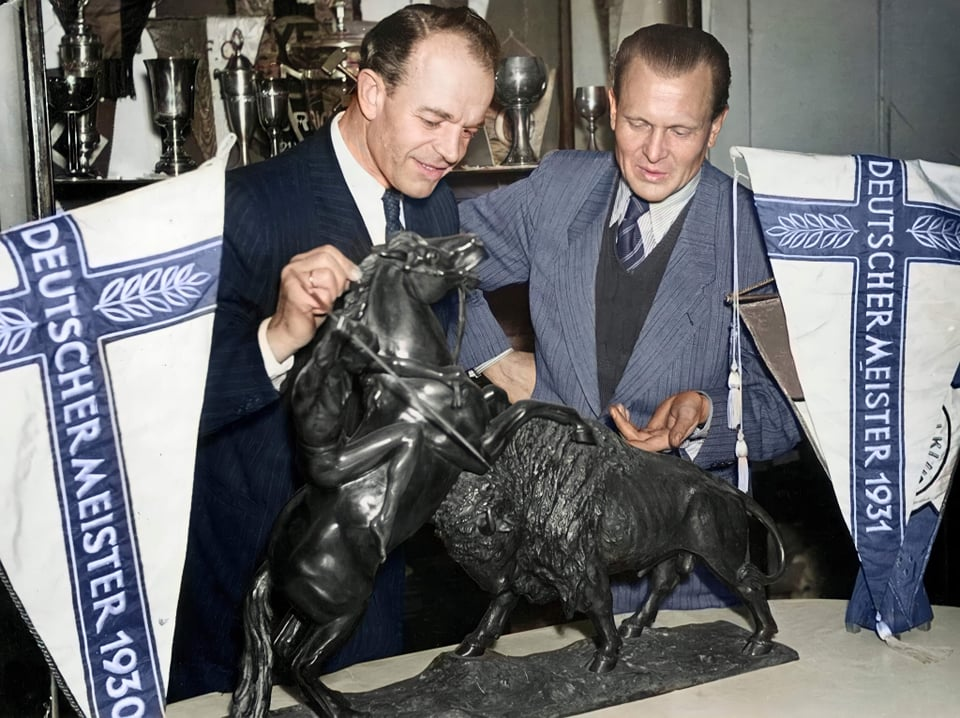
HANNE SOBEK(LEFT) ALFRED STAHR (RIGHT)

ALFRED STAHR

Alfred Stahr (* 30. März 1911 in Ostpreußen; † 1981) war ein deutscher Fußballspieler.

## Spielerkarriere
Der in Ostpreußen geborene Stahr spielte seit seinem 14. Lebensjahrbeim damaligen BFC Hertha. Stahr begann seine Karriere 1928 bei Hertha BSC, wo er zunächst nur sporadisch zum Einsatz kam. In der Folgesaison bestritt er dann sogar gar keine Partie. Erst im Laufe der Saison 1930/31 stieg er zum Stammspieler der Oberliga-Mannschaft auf, die sich durch zwei Entscheidungsspiele gegen Viktoria 89 Berlin den Staffelsieg sicherte. Und auch in der dadurch erreichten Meisterschaft des VBB waren die Blau-Weißen von Tennis Borussia, dem Berliner SV 92 und PSV Stettin nicht zu stoppen. So stand der Verein von der Plumpe in der Endrunde um die deutsche Meisterschaft. Nach Siegen über VfB 03 Bielefeld (5:2), SpVgg Fürth (3:1) und den Hamburger SV (3:2 n. V.) zog Hertha als erste Mannschaft zum sechsten Mal in Folge ins Endspiel ein. Dort traf man auf TSV 1860 München, das durch ein spätes Tor von Willi Kirsei mit 3:2 bezwungen werden konnte.
Im Folgejahr wurde die Meisterschaft als Zweiter hinter dem SC Minerva 93 knapp verpasst. Doch schon in der Spielzeit 1932/33 zog Hertha als Berliner Meister in die Endrunde um die deutsche Meisterschaft ein. Dort scheiterte man aber bereits in der 1. Runde am SV Hindenburg Allenstein.
1933/34 verpasste die Alte Dame in der neugegründeten Gauliga Berlin-Brandenburg die Meisterschaft, doch nur ein Jahr später wurde sie erstmals Gaumeister. In der dadurch folgenden DM-Endrunde mussten die Berliner bereits in der Gruppenphase auf Platz 2 liegend die Segel streichen und dem PSV Chemnitz den Vortritt lassen.
Und auch diesmal benötigten die Herthaner ein Jahr Anlauf, bevor sie 1937 Gaumeister wurden. Doch auch 1937 waren bereits in der Gruppenphase der Deutschen Meisterschaft die Gegner, insbesondere der spätere Meister FC Schalke 04, eine Nummer zu groß.
In den nächsten Jahren musste Stahrs Mannschaft in der Gauliga zunächst dem BSV 92 und dann Blau-Weiß 90 den Vortritt lassen. Auch im mit Kriegsbeginn 1939 eingeführten Danzig-Pokal wusste Hertha nicht zu überzeugen. Die Saison 1940/41 war die letzte Saison, die „Freddy“ Stahr komplett bei Hertha spielte, da er ab 1941 als Matrose in Wilhelmshaven stationiert wurde. Fortan lief er überwiegend bei Wilhelmshaven 05 als Gastspieler auf.
Mit diesem Verein gewann Stahr 1943 die Gauliga Weser-Ems, scheiterte aber im Achtelfinale der Endrunde um die deutsche Meisterschaft am FC Schalke 04. Auch in der Folgesaison wurde 05 Gaumeister und startete im Meisterschaftsrennen. Nach einem Sieg bei Eintracht Braunschweig (2:1 n. V.) und einem 1:1-Remis gegen den Luftwaffen-Sportverein Hamburg auf dem heimischen Marine-Sportplatz verloren die Wilhelmshavener das Entscheidungsspiel in Hamburg mit 4:2. Zwischendurch spielte Stahr bei etlichen Gelegenheiten für seinen „eigentlichen“ Verein Hertha BSC, so auch in derselben Endrunde 1944 gegen LSV Danzig und im Halbfinale gegen den HSV Groß Born.
Ende des Jahres 1944 hatte Alfred Stahr den Marschbefehl nach Gotenhafen bekommen, um auf der Wilhelm Gustloff anzuheuern. Allerdings fuhr er trotz des strikten Verbots über Berlin, um bei seinem alten Verein zu spielen. Jedoch zog er sich in diesem Spiel einen komplizierten Beinbruch zu und musste deswegen operiert werden. Dadurch konnte er nicht wie befohlen auf der Wilhelm Gustloff anheuern und überlebte so die Versenkung des Passagierschiffes durch sowjetische Torpedos, bei der ca. 9000 Personen ihr Leben ließen. Auch der angesetzte Prozess vor dem Militärgericht, der eventuell mit der Todesstrafe geendete hätte, fand aufgrund der Kriegswirren nicht mehr statt.
Nach Kriegsende spielte Stahr, obwohl in Berlin-Hohenschönhausen wohnhaft, für die SG Gesundbrunnen, aus der später wieder Hertha BSC hervorging. Dort war er bis 1950 als Spieler aktiv, ehe er 1950 die Geschäftsführung bei den Blau-Weißen übernahm. Er starb 1981.
Er wurde mit der großen goldenen Verdienstnadel durch Hertha ausgezeichnet.

## Erfolge
- Deutscher Meister: 1930, 1931
- Berliner Meister: 1931, 1933
- Gaumeister Berlin/Brandenburg: 1935, 1937, 1944 (sic, 4 Einsätze)
- Gaumeister Weser-Ems: 1943, 1944